# Чикопі (Массачусетс)
Чикопі (англ. Chicopee) — місто (англ. city) в США, в окрузі Гемпден штату Массачусетс. Розташоване близько впадання річки Чікопі в річку Коннектикут; є північним передмістям Спринґфілда. Населення за переписом 2010 року становить 55 298 осіб, що робить місто другим за чисельністю населення в західній частині штату.

## Історія
Місто було засноване 1640 року на землі, придбаній колоністом Вільямом Пинчона 1636 року у місцевих індіанців. Статус міста отримало 1848 року.
На межі XIX—XX сторіч Чікопі було відоме як центр виробництва бронзових виробів, інструментів та зброї.

## Географія
Чикопі розташоване за координатами 42°10′32″ пн. ш. 72°34′20″ зх. д. / 42.17556° пн. ш. 72.57222° зх. д. (42.175668, -72.572257). За даними Бюро перепису населення США в 2010 році місто мало площу 61,83 км², з яких 59,13 км² — суходіл та 2,70 км² — водойми.

## Демографія
Згідно з переписом 2010 року, у місті мешкало 55 298 осіб у 23 739 домогосподарствах у складі 13 827 родин. Густота населення становила 894 особи/км². Було 25140 помешкань (407/км²).
Расовий склад населення:
| - 86,8 % — білих - 3,7 % — чорних або афроамериканців - 1,3 % — азіатів - 0,4 % — корінних американців - 0,1 % — вихідців з тихоокеанських островів - 5,5 % — осіб інших рас |

До двох чи більше рас належало 2,3 %. Частка іспаномовних становила 14,8 % від усіх жителів.
За віковим діапазоном населення розподілялося таким чином: 20,7 % — особи молодші 18 років, 63,3 % — особи у віці 18—64 років, 16,0 % — особи у віці 65 років та старші. Медіана віку мешканця становила 40,1 року. На 100 осіб жіночої статі у місті припадало 91,4 чоловіків; на 100 жінок у віці від 18 років та старших — 87,8 чоловіків також старших 18 років.
Середній дохід на одне домашнє господарство становив 59 912 долари США (медіана — 47 684), а середній дохід на одну сім'ю — 70 813 долари (медіана — 59 218). Медіана доходів становила 48 061 долар для чоловіків та 40 139 доларів для жінок. За межею бідності перебувало 13,3 % осіб, у тому числі 18,8 % дітей у віці до 18 років та 11,0 % осіб у віці 65 років та старших.
Цивільне працевлаштоване населення становило 26 849 осіб. Основні галузі зайнятості: освіта, охорона здоров'я та соціальна допомога — 26,9 %, виробництво — 15,3 %, роздрібна торгівля — 14,2 %.

## Господарство
Основу економіки міста складають машинобудівна, гумова, хімічна, бавовняна промисловість.